# UEFA Nations League 2018-2019 (fase finale)
Questa voce raccoglie un approfondimento sulle gare della fase finale dell'UEFA Nations League 2018-2019, disputata dal 5 al 9 giugno 2019 in Portogallo dalle quattro squadre vincitrici della Lega A della competizione.
Il Portogallo ha battuto in finale i Paesi Bassi per 1-0, diventando la prima squadra ad aggiudicarsi il torneo.

## Formula
La fase finale si è disputata nel giugno 2019 tra le quattro squadre vincitrici della Lega A. Le quattro squadre vincitrici dei gruppi sono state sorteggiate in un gruppo composto da cinque squadre per le qualificazioni al campionato europeo di calcio 2020, in modo da non sovrapporre gli incontri durante la fase finale.
La fase finale, scelta tra le quattro finaliste, si svolge in Portogallo, in due città, Porto e Guimarães. Gli accoppiamenti delle semifinali sono stati decisi per sorteggio, tra le 4 vincitrici dei gironi della Lega A.
Solamente per la fase finale, l'UEFA ha approvato l'utilizzo del VAR e della goal-line technology.
Svolgendosi ad eliminazione diretta, le gare prevedono tempi supplementari (durante i quali è consentita una quarta sostituzione) e tiri di rigore per dirimere la parità.

## Scelta della nazione ospitate
Nel marzo 2018, l'UEFA annunciò che Italia, Polonia e Portogallo avevano espresso interesse ad ospitare la fase finale della manifestazione. Poiché le tre rappresentative erano state sorteggiate nel medesimo girone, la classifica del gruppo (il terzo della Lega A) avrebbe determinato il paese ospitante. La gara del 14 ottobre 2018, vinta dagli azzurri sui polacchi, comportò l'aritmetica retrocessione di questi ultimi. L'assegnazione si restrinse dunque all'ultima giornata, in cui i lusitani vinsero il raggruppamento: la disputa della fase finale in Portogallo fu quindi confermata in occasione del sorteggio, avvenuto a dicembre 2018.

## Date
| Fase        | Turno           | Date            |
| ----------- | --------------- | --------------- |
| Fase finale | Semifinali      | 5–6 giugno 2019 |
| Fase finale | Finale 3º posto | 9 giugno 2019   |
| Fase finale | Finale          | 9 giugno 2019   |

## Squadre partecipanti
| Gruppo | Nazionale   | Data di qualificazione |
| ------ | ----------- | ---------------------- |
| A1     | Paesi Bassi | 19 novembre 2018       |
| A2     | Svizzera    | 18 novembre 2018       |
| A3     | Portogallo  | 17 novembre 2018       |
| A4     | Inghilterra | 18 novembre 2018       |

## Stadi
| Porto Guimarães | Porto            | Guimarães                  |
| --------------- | ---------------- | -------------------------- |
| Porto Guimarães | Stadio do Dragão | Stadio D. Afonso Henriques |
| Porto Guimarães | Capienza: 50 033 | Capienza: 30 000           |
| Porto Guimarães |                  |                            |

## Tabellone
|  | Semifinali | Semifinali        | Semifinali  |             |            | Finale            | Finale            | Finale          |  |
|  |            |                   |             |             |            |                   |                   |                 |  |
|  | A3         | Portogallo        | 3           |             |            |                   |                   |                 |  |
|  | A3         | Portogallo        | 3           |             |            |                   |                   |                 |  |
|  | A2         | Svizzera          | 1           |             |            |                   |                   |                 |  |
|  | A2         | Svizzera          | 1           |             | Portogallo | Portogallo        | 1                 |                 |  |
|  |            |                   |             |             | Portogallo | Portogallo        | 1                 |                 |  |
|  |            |                   | Paesi Bassi | Paesi Bassi | 0          |                   |                   |                 |  |
|  | A1         | Paesi Bassi (dts) | Paesi Bassi | Paesi Bassi | 0          | 3                 |                   |                 |  |
|  | A1         | Paesi Bassi (dts) |             |             |            | 3                 |                   |                 |  |
|  | A4         | Inghilterra       | 1           |             |            | Finale 3º posto   | Finale 3º posto   | Finale 3º posto |  |
|  | A4         | Inghilterra       | 1           |             |            |                   |                   |                 |  |
|  |            |                   |             |             |            |                   |                   |                 |  |
|  |            |                   |             |             |            | Svizzera          | Svizzera          | 0 (5)           |  |
|  |            |                   |             |             |            | Svizzera          | Svizzera          | 0 (5)           |  |
|  |            |                   |             |             |            | Inghilterra (dtr) | Inghilterra (dtr) | 0 (6)           |  |

## Semifinali
| Arbitro: | Felix Brych |

|                       |           |                      |
| Ronaldo 25’, 88’, 90’ | Marcatori | 57’ (rig.) Rodríguez |

| Arbitro: | Clément Turpin |

|                                           |           |                     |
| de Ligt 73’ Walker 97’ (aut.) Promes 114’ | Marcatori | 32’ (rig.) Rashford |

## Finale 3º posto
| Arbitro: | Ovidiu Hațegan |

|                                      |                      |                                               |
| Zuber Xhaka Akanji Mbabu Schär Drmić | Tiri di rigore 5 – 6 | Maguire Barkley Sancho Sterling Pickford Dier |

## Finale
| Arbitro: | Alberto Undiano Mallenco |

|            |           |  |
| Guedes 60’ | Marcatori |  |

## Statistiche

### Classifica marcatori
3 reti
- Cristiano Ronaldo

1 rete
- Marcus Rashford
- Matthijs de Ligt

- Quincy Promes
- Gonçalo Guedes

- Ricardo Rodríguez

Autoreti
- Kyle Walker (1, pro  Paesi Bassi)

## XI All Star Team
L'XI All Star Team è stato pubblicato sul sito ufficiale della UEFA al termine del torneo.
| Portiere        | Difensori                                            | Centrocampisti                                      | Attaccanti                                       |
| --------------- | ---------------------------------------------------- | --------------------------------------------------- | ------------------------------------------------ |
| Jordan Pickford | Daley Blind Virgil van Dijk Rúben Dias Nélson Semedo | Frenkie de Jong Georginio Wijnaldum Bruno Fernandes | Cristiano Ronaldo Bernardo Silva Xherdan Shaqiri |

### Premio miglior giovane
Il premio miglior giovane della fase finale è stato assegnato al centrocampista dei Paesi Bassi Frenkie de Jong.